# 馬利奧內山
77°18′S 141°47′W / 77.300°S 141.783°W
馬利奧內山（英語：Mount Maglione）是南極洲的山峰，位於瑪麗伯德地，處於埃克布勞山東北面2公里，屬於福特山脈中克拉里山脈的一部分，美國地質調查局根據測量和美國海軍拍攝的空中照片繪入地圖，現時由南極條約體系管理。